# Pablo Marín
Pablo Marín, né le 3 juillet 2003 à Logroño, est un footballeur espagnol qui évolue au poste de milieu offensif à la Real Sociedad.

## Biographie

### Carrière en club
Pablo Marín est formé à la Real Sociedad, où il joue d'abord avec les équipes réserves,.
Pablo Marín fait ses débuts professionnels avec le Real Sociedad le 22 octobre 2022, entrant en jeu lors du match perdu 1-0 contre le Real Valladolid  en Championnat d'Espagne. Il signe peu après un nouveau contrat, le lien au club basque jusqu'en 2027,.

### Carrière en sélection
Pablo Marín est international espagnol en équipes de jeunes, ayant notamment joué avec les moins de 19 ans à partir de 2021,.